# دبوسی ۴۴۹۲

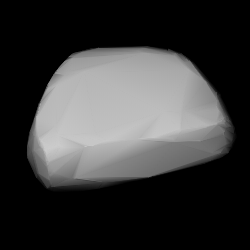
مدل سه‌بُعدی سیارک دبوسی ۴۴۹۲ طبق منحنی نور آن

سیارک ۴۴۹۲ (به انگلیسی: 4492 Debussy، نامگذاری:1988SH) چهار هزار و چهارصد و نود و دومین سیارک کشف شده‌است که در ۱۷ سپتامبر ۱۹۸۸ کشف شد.
قدر مطلق سیارک برابر ۱۲٫۹۰ است.